# Симпкинс, Тай
Тай Си́мпкинс (англ. Ty Simpkins; род. 6 августа 2001, Нью-Йорк, США) — американский актёр. Исполнил роль Харли Кинера в фильмах «Железный человек 3» и «Мстители: Финал».

## Биография
Симпкинс родился в Нью-Йорке, США, родителей зовут Моника и Стивен Симпкинс. Он впервые появился на телевидении, когда ему было всего три недели. Его первая роль была в мыльной опере «Одна жизнь, чтобы жить». Затем Симпкинс в течение четырёх лет играл роль Джуда Купера Бауера в сериале «Путеводный свет». Он появился в фильме «Закон и порядок. Преступное намерение» и в нескольких рекламных роликах, а также в печатной рекламе.
В 2005 году Симпкинс сыграл одну из своих главных ролей в кино, в фильме режиссёра Стивена Спилберга «Война миров». Следующая его роль была в фильме «Вся королевская рать (2006)», где он сыграл молодого персонажа актера Джуда Лоу; дальше Симпкинс снимается в фильме «Как малые дети (2006)». В 2008 году Симпкинс снялся в фильме «Гордость и слава», в котором снималась также и его сестра, актриса Райан Симпкинс. В 2008 снялся в фильме «Ночные сады», а так же в «Дороге перемен», где снова снялся со своей сестрой Райан. В сентябре 2009, был выбран на роль Люка в фильме «Три дня на побег». Так же сыграл Далтона Ламберта в фильмах «Астрал» и «Астрал: Глава 2».
В 2013 году Симпкинс снимается вместе с Робертом Дауни Младшим, в фильме «Железный человек 3», в роли его друга Харли Кинера. Впервые ребенок играл заметную роль в фильмах о Железном человеке. Симпкинс подписался на 3 фильма Студии Marvel. В 2015 году снялся в фильме «Мир юрского периода».

## Фильмография

### Фильмы
| Год  |     | Русское название      | Оригинальное название   | Роль           |
| ---- | --- | --------------------- | ----------------------- | -------------- |
| 2005 | ф   | Война миров           | War of the Worlds       |                |
| 2006 | ф   | Как малые дети        | Little Children         | Аарон Адамсон  |
| 2008 | ф   | Ночные сады           | Gardens of the Night    | Дилан          |
| 2008 | ф   | Гордость и слава      | Pride and Glory         |                |
| 2008 | ф   | Дорога перемен        | Revolutionary Road      | Майкл Уилер    |
| 2009 | кор | Абракадабра           | Abracadabra             | Такер          |
| 2010 | ф   | Три дня на побег      | The Next Three Days     | Люк            |
| 2010 | ф   | Астрал                | Insidious               | Далтон Ламберт |
| 2012 | ф   | Извлечение            | Extracted               | Молодой Энтони |
| 2012 | ф   | Аркадия               | Arcadia                 | Нэт            |
| 2013 | ф   | Железный человек 3    | Iron Man 3              | Харли Кинер    |
| 2013 | ф   | Астрал: Глава 2       | Insidious: Chapter 2    | Далтон Ламберт |
| 2015 | ф   | Виселица              | Hangman                 | Макс           |
| 2015 | ф   | Мир юрского периода   | Jurassic World          | Грей Митчелл   |
| 2015 | ф   | Луговая страна        | Meadowland              | Адам           |
| 2016 | ф   | Славные парни         | The Nice Guys           | Бобби          |
| 2019 | ф   | Мстители: Финал       | Avengers: Endgame       | Харли Кинер    |
| 2022 | ф   | Кит                   | The Whale               | Томас          |
| 2023 | ф   | Астрал: Красная Дверь | Insidious: The Red Door | Далтон Ламберт |

### Сериалы
| Год       |   | Русское название                      | Оригинальное название        | Роль              |
| --------- | - | ------------------------------------- | ---------------------------- | ----------------- |
| 2001—2002 | с | Одна жизнь, чтобы жить                | One Life to Live             |                   |
| 2001—2005 | с | Направляющий свет                     | Guiding Light                | Джуд Купер Бауер  |
| 2001—2011 | с | Закон и порядок: Преступное намерение | Law & Order: Criminal Intent | Джейк Никос       |
| 2007—2013 | с | Частная практика                      | Private Practice             |                   |
| 2019      | с | Кимерика                              | Chimerica                    | молодой Ли Бергер |

### Видеоигры
| Год  |    | Русское название         | Оригинальное название  | Роль         |
| ---- | -- | ------------------------ | ---------------------- | ------------ |
| 2015 | ки | LEGO Мир Юрского периода | Lego Jurassic World    | Грей Митчелл |
| 2015 | ки | LEGO Измерения           | LEGO Dimensions        | Грей Митчелл |
| 2016 | ки | LEGO Marvel Мстители     | Lego Marvel's Avengers | Харли Кинер  |

## Награды и номинации
| Награда       | Год  | Категория                           | Работа              | Результат |
| ------------- | ---- | ----------------------------------- | ------------------- | --------- |
| Сатурн        | 2014 | Лучший молодой актёр или актриса    | Железный человек 3  | Номинация |
| Сатурн        | 2016 | Лучший молодой актёр или актриса    | Мир юрского периода | Награда   |
| Молодой актёр | 2016 | Лучшая роль в художественном фильме | Мир юрского периода | Номинация |